# 山崎一夫 (賭博)
山崎 一夫（やまざき かずお、1951年4月15日 - ）は、ギャンブルライター、雀荘経営者。高知県土佐山田町（現 香美市）出身。銀玉親方の愛称を持つ。順位・期待値などの概念を取り入れた理論的な打法を提示し、人気を得る。漫画家の西原理恵子とは付き合いが長く、西原と山崎の共著という形での著書も多い。
銀玉親方の名は、本来は山崎のパチンコライターとしてのペンネームであったが、麻雀などパチンコ以外のジャンルにおいても山崎を指してよく使われている。

## 略歴
駒澤大学に在学中からギャンブル記事の執筆を始める。パチンコ店・雀荘勤務・雀荘と弁当店の経営などを経て、30代中ごろにはパチンコライターを経験。一度は雀荘の経営に失敗したが、1996年に高田馬場で開店した雀荘「たぬ」は、その後順調に店舗数を増やし、新宿・高田馬場・神保町に計3店舗を構えていた。その後2020年6月14日に高田馬場店、2024年1月に神保町店がそれぞれ閉店し、2024年3月時点では新宿店のみが営業している。

## 著書
- 「高田馬場の三馬鹿物語」（2005年 竹書房）
- 「麻雀で食え!!おかわり―おかず一パイ!ごハンでマンガン!! 」（2005年 竹書房）
- 「銀玉親方の麻雀 棒テン即リー全ツッパ」（2004年 毎日コミュニケーションズ）